# 洪明奇
洪明奇（1950年9月4日—），台灣高雄市人，分子生物學家。

## 生平
- 1973年，台灣大學化學系畢業。
- 1977年，取得台大的生物化學研究所碩士學位。
- 1984年，取得布蘭戴斯大學的分子生物學博士學位。
- 1984年至1986年，在美國麻省理工學院做博士後研究。(於羅伯特·溫伯格教授的實驗室)
- 1986年至1991年，在德州大學安德森癌症中心腫瘤生物學系擔任助理教授。
- 1991年，升等為副教授。
- 1994年，升等為教授。
- 1996年起，擔任德州大學安德森癌症中心乳癌基礎研究中心的主任。
- 2002年，獲選為中央研究院院士。
- 2006年6月，擔任「中國醫藥大學附設醫院分子醫學中心」的榮譽主任。
- 2012年11月，獲聘為廈門大學的名譽教授。[1]
- 2019年1月24日，正式公告將擔任中國醫藥大學第19任校長[2]，並於2019年2月任該職務[3]。

## 重要研究與貢獻
- 1982年尚在讀博士班時，便成功的將人類癌症基因分離出來。
- 在麻省理工學院進行博士後研究時，便將HER2/neu成功的分離出來。
- 1990年從E1A的基因上，找到抗癌的療效。
- 其在特定的乳癌細胞類型的基因治療研究有著重大的突破，能使癌細胞自我毀滅，進而降低乳癌復發風險。本研究成果並於2011年發表在著名的癌症研究國際期刊癌細胞(SCI，Impact Factor：26.925 )。研究中發現BikDD基因的突變，能透過抑制Bcl-2家族的三種蛋白質活性，大大減少難治性的乳癌前驅細胞，也就是常稱的乳癌幹細胞。[4]

## 外部連結
- 安德森癌症中心 - 洪明奇

| 教育職務      | 教育職務                                 | 教育職務 |
| ------------- | ---------------------------------------- | -------- |
| 中國醫藥大學  |                                          |          |
| 前任： 李文華 | 中國醫藥大學校長 第十八任 2019年2月1日－ | 現任     |